# Campionato europeo maschile di pallacanestro 2015
Il Campionato europeo maschile di pallacanestro 2015 (noto anche come EuroBasket 2015) è stata la 39ª edizione della manifestazione continentale. Si è svolto dal 5 al 20 settembre in più nazioni: Croazia, Francia, Germania, Lettonia, con la fase finale a Lille, in Francia. Questa edizione è valsa come qualificazione alle Olimpiadi 2016, cui partecipano le prime 2 classificate.
Il titolo di Campione d'Europa è stato conquistato dalla Spagna, al terzo successo nella manifestazione continentale. Al secondo posto si è classificata la Lituania, al terzo la Francia.

## Organizzazione
Inizialmente la competizione si sarebbe dovuta svolgere in Ucraina, ma il 13 giugno 2014 la FIBA Europe ha ufficializzato la revoca dell'organizzazione, in seguito alla delicata situazione politica e di sicurezza interna. Otto nazioni hanno poi presentato la loro candidatura ad ospitare la manifestazione: Croazia, Finlandia, Francia, Germania, Israele, Lettonia, Polonia e Turchia.
L'8 settembre 2014 è stata ufficializzata l'assegnazione della fase finale a Lille in Francia, con la prima fase divisa tra Zagabria (Croazia), Montpellier (Francia), Berlino (Germania) e Riga (Lettonia).
Le quattro nazioni ospitanti hanno scelto il 15 novembre 2014 i partner commerciali e di marketing in vista della prima fase. La Francia ha scelto la Finlandia, la Germania ha scelto la Turchia, la Croazia ha scelto la Slovenia, la Lettonia ha scelto l'Estonia. Le squadre scelte andranno automaticamente ad occupare un posto nei rispettivi gironi.

## Squadre partecipanti
Qualificate dopo EuroBasket 2013:
- Francia
- Lituania
- Spagna
- Croazia
- Slovenia
- Ucraina
- Serbia

Qualificate dopo le qualificazioni:
- Belgio
- Bosnia ed Erzegovina
- Estonia
- Georgia
- Germania
- Islanda
- Israele
- Italia
- Lettonia
- Macedonia
- Paesi Bassi
- Polonia
- Rep. Ceca
- Russia

Qualificate dopo wild card FIBA per i Mondiali 2014:
- Finlandia
- Grecia
- Turchia

## Sedi delle partite
| Fase          | Impianto            | Spettatori | Foto | Città             |
| ------------- | ------------------- | ---------- | ---- | ----------------- |
| Fase a gironi | Park&Suites Arena   | 10.700     |      | Pérols            |
| Fase a gironi | Mercedes-Benz Arena | 16.000     |      | Berlino           |
| Fase a gironi | Arena Zagreb        | 16.500     |      | Zagabria          |
| Fase a gironi | Arena Riga          | 12.500     |      | Riga              |
| Seconda fase  | Stade Pierre-Mauroy | 50.186     |      | Villeneuve-d'Ascq |

## Sorteggio
Il sorteggio si è svolto l'8 dicembre 2014 a Disneyland Paris nei pressi di Parigi in Francia.
Le nazionali sono state ordinate in 6 urne sulla base del piazzamento ottenuto ai precedenti Europei o le attuali qualificazioni.
| Urna 1       | Urna 2        | Urna 3                    | Urna 4         | Urna 5         | Urna 6            |
| ------------ | ------------- | ------------------------- | -------------- | -------------- | ----------------- |
| Francia (1)  | Slovenia (5)  | Grecia (11)               | Polonia (Q3)   | Germania (Q7)  | Paesi Bassi (Q11) |
| Lituania (2) | Ucraina (6)   | Turchia (17)              | Belgio (Q4)    | Israele (Q8)   | Russia (Q12)      |
| Spagna (3)   | Serbia (7)    | Lettonia (Q1)             | Macedonia (Q5) | Rep. Ceca (Q9) | Islanda (Q13)     |
| Croazia (4)  | Finlandia (9) | Bosnia ed Erzegovina (Q2) | Italia (Q6)    | Georgia (Q10)  | Estonia (Q1T)     |

Sono stati sorteggiati i seguenti 4 gruppi da 6 squadre:
| Gruppo A Montpellier | Gruppo B Berlino | Gruppo C Zagabria | Gruppo D Riga |
| -------------------- | ---------------- | ----------------- | ------------- |
| Francia              | Serbia           | Grecia            | Lituania      |
| Israele              | Spagna           | Croazia           | Lettonia      |
| Polonia              | Italia           | Slovenia          | Rep. Ceca     |
| Finlandia            | Turchia          | Georgia           | Belgio        |
| Russia               | Germania         | Macedonia         | Estonia       |
| Bosnia ed Erzegovina | Islanda          | Paesi Bassi       | Ucraina       |

## Risultati

### Fase a gruppi

#### Gruppo A Montpellier, Francia
| Pos. | Squadra              | Pt | G | V | P | PF  | PS  | DP  | SD  |
| ---- | -------------------- | -- | - | - | - | --- | --- | --- | --- |
| 1.   | Francia              | 10 | 5 | 5 | 0 | 407 | 335 | +72 |     |
| 2.   | Israele              | 8  | 5 | 3 | 2 | 375 | 384 | -9  | 1-0 |
| 3.   | Polonia              | 8  | 5 | 3 | 2 | 367 | 352 | +15 | 0-1 |
| 4.   | Finlandia            | 7  | 5 | 2 | 3 | 387 | 392 | -5  |     |
| 5.   | Russia               | 6  | 5 | 1 | 4 | 379 | 374 | +5  | 1-0 |
| 6.   | Bosnia ed Erzegovina | 6  | 5 | 1 | 4 | 324 | 402 | -78 | 0-1 |

| Arbitri: | Fernando Rocha Renaud Geller Jurgis Laurinavičius |

|              |          |               |
| Waczyński 15 | Punti    | 20 Stipanović |
| Ponitka 6    | Assist   | 5 Renfroe     |
| Kulig 8      | Rimbalzi | 7 Milošević   |

| Arbitri: | Matej Boltauzer Siniša Herceg Apostolos Kalpakas |

|           |          |                         |
| Casspi 21 | Punti    | 15 Chvostov, Voroncevič |
| Ohayon 5  | Assist   | 5 Chvostov], Voroncevič |
| Casspi 9  | Rimbalzi | 13 Voroncevič           |

| Arbitri: | Oļegs Latiševs Spyridon Gontas Igor Dragojevic |

|                      |          |           |
| Parker 23            | Punti    | 21 Wilson |
| de Colo 6            | Assist   | 7 Koponen |
| de Colo, Lauvergne 7 | Rimbalzi | 11 Murphy |

| Arbitri: | Oļegs Latiševs Siniša Herceg Anthonie Sinterniklaas |

|            |          |              |
| Zubkov 21  | Punti    | 23 Waczyński |
| Chvostov 5 | Assist   | 5 Slaughter  |
| Zubkov 7   | Rimbalzi | 6 Gortat     |

| Arbitri: | Fernando Rocha Spyridon Gontas Renaud Geller |

|           |          |            |
| Murphy 24 | Punti    | 22 Eliyahu |
| Koponen 5 | Assist   | 6 Eliyahu  |
| Murphy 9  | Rimbalzi | 11 Fischer |

| Arbitri: | Matej Boltauzer Apostolos Kalpakas Jurgis Laurinavičius |

|                          |          |                       |
| Kikanović, Stipanović 10 | Punti    | 12 de Colo, Lauvergne |
| Šutalo 4                 | Assist   | 6 Diaw                |
| Albijanić 6              | Rimbalzi | 7 de Colo, Lauvergne  |

| Arbitri: | Matej Boltauzer Igor Dragojević Jurgis Laurinavičius |

|                 |          |                        |
| Murphy 19       | Punti    | 22 Fridzon             |
| Koponen 6       | Assist   | 5 Chvostov, Voroncevič |
| Kotti, Murphy 7 | Rimbalzi | 11 Voroncevič          |

| Arbitri: | Fernando Rocha Oļegs Latiševs Anthonie Sinterniklaas |

|           |          |               |
| Casspi 29 | Punti    | 22 Gordić     |
| Mekel 7   | Assist   | 8 Renfroe     |
| Fischer 8 | Rimbalzi | 18 Stipanović |

| Arbitri: | Spyridon Gontas Siniša Herceg Renaud Geller |

|           |          |                       |
| Parker 16 | Punti    | 18 Waczyński          |
| Diaw 5    | Assist   | 3 Koszarek, Slaughter |
| de Colo 8 | Rimbalzi | 11 Gortat             |

| Arbitri: | Olegs Latisevs Sinisa Herceg Anthonie Sinterniklaas |

|                         |          |            |
| Albijanić 14            | Punti    | 16 Wilson  |
| Renfroe 6               | Assist   | 6 Koponen  |
| Kikanović, Stipanović 5 | Rimbalzi | 8 Nuutinen |

| Arbitri: | Matej Boltauzer Spyridon Gontas Igor Dragojevic |

|                     |          |                  |
| Kulig, Waczyński 13 | Punti    | 18 Mekel         |
| Ponitka 6           | Assist   | 5 Limonad, Mekel |
| Gortat 8            | Rimbalzi | 8 Fischer        |

| Arbitri: | Fernando Rocha Jurgis Laurinavicius Apostolos Kalpakas |

|              |          |            |
| Fridzon 20   | Punti    | 13 de Colo |
| Chvostov 10  | Assist   | 4 Parker   |
| Voroncevič 9 | Rimbalzi | 10 Gobert  |

| Arbitri: | Fernando Rocha Jurgis Laurinavicius Renaud Geller |

|            |          |              |
| Huff 17    | Punti    | 17 Waczyński |
| Koponen 8  | Assist   | 8 Slaughter  |
| Nuutinen 8 | Rimbalzi | 6 Ponitka    |

| Arbitri: | Matej Boltauzer Spyridon Gontas Apostolos Kalpakas |

|                 |          |                      |
| Stipanović 22   | Punti    | 17 Zubkov            |
| Buža, Gordić 5  | Assist   | 5 Chvostov           |
| tre giocatori 6 | Rimbalzi | 7 Voroncevič, Zubkov |

| Arbitri: | Olegs Latisevs Sinisa Herceg Igor Dragojevic |

|                 |          |                   |
| Limonad 13      | Punti    | 15 Gobert         |
| tre giocatori 4 | Assist   | 4 de Colo, Parker |
| Kadir 9         | Rimbalzi | 10 Gobert         |

#### Gruppo B Berlino, Germania
| Pos. | Squadra  | Pt | G | V | P | PF  | PS  | DP  | SD  |
| ---- | -------- | -- | - | - | - | --- | --- | --- | --- |
| 1.   | Serbia   | 10 | 5 | 5 | 0 | 433 | 354 | +79 |     |
| 2.   | Spagna   | 8  | 5 | 3 | 2 | 448 | 411 | +37 | +20 |
| 3.   | Italia   | 8  | 5 | 3 | 2 | 434 | 434 | 0   | +5  |
| 4.   | Turchia  | 8  | 5 | 3 | 2 | 429 | 459 | -30 | -25 |
| 5.   | Germania | 6  | 5 | 1 | 4 | 370 | 379 | -9  |     |
| 6.   | Islanda  | 5  | 5 | 0 | 5 | 368 | 445 | -77 |     |

| Arbitri: | Sreten Radovic Aare Halliko Milos Koljensic |

|                       |          |               |
| Nowitzki, Schröder 15 | Punti    | 23 Stefánsson |
| Schröder 4            | Assist   | 5 Stefánsson  |
| Nowitzki, Zipser 7    | Rimbalzi | 8 Bæringsson  |

| Arbitri: | Christos Christodoulou Serhij Zaščuk Robert Vyklicky |

|            |          |              |
| Gasol 16   | Punti    | 24 Bjelica   |
| Llull 6    | Assist   | 5 Bogdanović |
| Mirotić 10 | Rimbalzi | 10 Bjelica   |

| Arbitri: | Borys Ryzhyk Saso Petek Tomas Jasevicius |

|                 |          |                   |
| Gallinari 33    | Punti    | 22 Erden          |
| Gentile 5       | Assist   | 9 Güler, Muhammed |
| tre giocatori 5 | Rimbalzi | 8 Erden           |

| Arbitri: | Borys Ryzhyk Aare Halliko Tomas Jasevičius |

|                        |          |                    |
| Bjelica 12             | Punti    | 15 Nowitzki, Pleiß |
| Bogdanović, Teodosić 4 | Assist   | 6 Schröder         |
| Kuzmić, Nedović 7      | Rimbalzi | 10 Nowitzki        |

| Arbitri: | Christos Christodoulou Serhij Zaščuk Igor Mitrovski |

|              |          |              |
| Pálsson 17   | Punti    | 21 Gentile   |
| Stefánsson 6 | Assist   | 4 Gentile    |
| Bæringsson 7 | Rimbalzi | 10 Gallinari |

| Arbitri: | Sreten Radović Sašo Petek Miloš Koljenšić |

|                 |          |                    |
| İlyasova 15     | Punti    | 21 Gasol           |
| tre giocatori 2 | Assist   | 5 Llull, Rodríguez |
| Osman, Savaş 4  | Rimbalzi | 7 Gasol            |

| Arbitri: | Sreten Radovic Robert Vyklicky Igor Mitrovski |

|                        |          |                       |
| Nedović 15             | Punti    | 18 Gunnarsson         |
| Bogdanović, Teodosić 6 | Assist   | 4 Pálsson, Stefánsson |
| Bogdanović 7           | Rimbalzi | 6 Sigurðarson         |

| Arbitri: | Christos Christodoulou Serhij Zaščuk Milos Koljensic |

|                      |          |            |
| Schröder 24          | Punti    | 17 Osman   |
| Schröder 6           | Assist   | 5 Muhammed |
| Nowitzki, Schröder 5 | Rimbalzi | 9 Erden    |

| Arbitri: | Borys Ryzhyk Saso Petek Aare Halliko |

|          |          |              |
| Gasol 34 | Punti    | 29 Gallinari |
| Llull 9  | Assist   | 7 Belinelli  |
| Gasol 10 | Rimbalzi | 8 Gallinari  |

| Arbitri: | Borys Ryzhyk Serhij Zaščuk Tomas Jasevicius |

|             |          |                     |
| Muhammed 16 | Punti    | 20 Raduljica        |
| Güler 6     | Assist   | 13 Teodosić         |
| Osman 9     | Rimbalzi | 6 Kuzmić, Raduljica |

| Arbitri: | Christos Christodoulou Sreten Radovic Milos Koljensic |

|                      |          |             |
| Gallinari 25         | Punti    | 29 Schröder |
| Gentile, Hackett 4   | Assist   | 7 Schröder  |
| Aradori, Gallinari 9 | Rimbalzi | 10 Nowitzki |

| Arbitri: | Saso Petek Robert Vyklicky Igor Mitrovski |

|               |          |                           |
| Stefánsson 17 | Punti    | 22 Mirotić                |
| Stefánsson 6  | Assist   | 6 Rodríguez, San Emeterio |
| Bæringsson 8  | Rimbalzi | 7 Gasol                   |

| Arbitri: | Christos Christodoulou Serhij Zaščuk Saso Petek |

|             |          |            |
| Teodosić 26 | Punti    | 19 Gentile |
| Teodosić 8  | Assist   | 6 Gentile  |
| Raduljica 5 | Rimbalzi | 6 Aradori  |

| Arbitri: | Sreten Radovic Borys Ryzhyk Milos Koljensic |

|             |          |              |
| Schröder 26 | Punti    | 19 Rodríguez |
| Schröder 7  | Assist   | 6 Gasol      |
| Pleiß 10    | Rimbalzi | 11 Gasol     |

| Arbitri: | Robert Vyklicky Tomas Jasevicius Aare Halliko |

|                   |          |                |
| Muhammed 28       | Punti    | 22 Sigurðarson |
| İlyasova, Osman 6 | Assist   | 8 Stefánsson   |
| Muhammed 12       | Rimbalzi | 8 Bæringsson   |

#### Gruppo C Zagabria, Croazia
| Pos. | Squadra     | Pt | G | V | P | PF  | PS  | DP  | SD  |
| ---- | ----------- | -- | - | - | - | --- | --- | --- | --- |
| 1.   | Grecia      | 10 | 5 | 5 | 0 | 387 | 340 | +47 |     |
| 2.   | Croazia     | 8  | 5 | 3 | 2 | 359 | 343 | +16 | 1-0 |
| 3.   | Slovenia    | 8  | 5 | 3 | 2 | 367 | 356 | +11 | 0-1 |
| 4.   | Georgia     | 7  | 5 | 2 | 3 | 369 | 364 | +5  |     |
| 5.   | Macedonia   | 6  | 5 | 1 | 4 | 324 | 381 | -57 | 1-0 |
| 6.   | Paesi Bassi | 6  | 5 | 1 | 4 | 355 | 377 | -22 | 0-1 |

| Arbitri: | Benjamin Trujillo Gentian Cici Zafer Yılmaz |

|                        |          |               |
| Pachulia, Shengelia 16 | Punti    | 22 Kloof      |
| Shengelia 5            | Assist   | 4 Schaftenaar |
| Sanik'idze 9           | Rimbalzi | 6 de Jong     |

| Arbitri: | Robert Lottermoser Sérgio Silva Ilya Putenko |

|                           |          |              |
| Kostoski 20               | Punti    | 18 Printezīs |
| Samardžiski, Simonovski 3 | Assist   | 8 Calathes   |
| Samardžiski 6             | Rimbalzi | 11 Koufos    |

| Arbitri: | Luigi Lamonica Jakub Zamojski Jean-Charles Collin |

|          |          |                      |
| Simon 20 | Punti    | 14 Dragić            |
| Ukić 4   | Assist   | 4 Klobučar, Prepelič |
| Šarić 7  | Rimbalzi | 6 Blažič             |

| Arbitri: | Luigi Lamonica Zafer Yılmaz Jean-Charles Collin |

|                   |          |             |
| de Jong 19        | Punti    | 14 Ilievski |
| Kloof, Williams 3 | Assist   | 7 Ilievski  |
| Norel 9           | Rimbalzi | 7 Hendrix   |

| Arbitri: | Sérgio Silva Gentian Cici Petri Mäntylä |

|                    |          |              |
| Prepelič 21        | Punti    | 21 Shengelia |
| Omić, Prepelič 4   | Assist   | 7 Tsintsadze |
| Prepelič, Slokar 5 | Rimbalzi | 4 Shermadini |

| Arbitri: | Robert Lottermoser Benjamin Jimenez Trujillo Jakub Zamojski |

|              |          |          |
| Spanoulīs 16 | Punti    | 18 Simon |
| Spanoulīs 6  | Assist   | 4 Ukić   |
| Koufos 9     | Rimbalzi | 6 Šarić  |

| Arbitri: | Robert Lottermoser Jakub Zamojski Ilya Putenko |

|             |          |                  |
| Prepelič 16 | Punti    | 25 Kloof         |
| Prepelič 6  | Assist   | 4 Kloof          |
| Omić 7      | Rimbalzi | 6 de Jong, Kloof |

| Arbitri: | Benjamin Jimenez Trujillo Sérgio Silva Zafer Yilmaz |

|              |          |              |
| Shengelia 20 | Punti    | 19 Calathes  |
| Pachulia 5   | Assist   | 8 Calathes   |
| Shengelia 8  | Rimbalzi | 5 Mpourousīs |

| Arbitri: | Luigi Lamonica Gentian Cici Petri Mäntylä |

|          |          |                 |
| Šarić 15 | Punti    | 10 Samardžiski  |
| Simon 5  | Assist   | 3 tre giocatori |
| Tomić 9  | Rimbalzi | 6 Hendrix       |

| Arbitri: | Luigi Lamonica Benjamin Jimenez Trujillo Gentian Cici |

|              |          |            |
| Spanoulīs 19 | Punti    | 27 Blažič  |
| Spanoulīs 6  | Assist   | 4 Prepelič |
| Mpourousīs 8 | Rimbalzi | 5 Blažič   |

| Arbitri: | Robert Lottermoser Jakub Zamojski Petri Mäntylä |

|                         |          |              |
| Hendrix, Stojanovski 14 | Punti    | 23 Pachulia  |
| Stojanovski 3           | Assist   | 6 Tsintsadze |
| Hendrix 6               | Rimbalzi | 14 Pachulia  |

| Arbitri: | Sérgio Silva Ilya Putenko Jean-Charles Collin |

|                      |          |          |
| Schaftenaar 19       | Punti    | 18 Simon |
| Williams 5           | Assist   | 8 Tomić  |
| de Jong, Smeulders 6 | Rimbalzi | 8 Simon  |

| Arbitri: | Robert Lottermoser Sérgio Silva Ilya Putenko |

|            |          |              |
| Dragić 20  | Punti    | 15 Ilievski  |
| Klobučar 6 | Assist   | 3 Simonovski |
| Omić 11    | Rimbalzi | 9 Trajkovski |

| Arbitri: | Luigi Lamonica Benjamin Jimenez Trujillo Jean-Charles Collin |

|                  |          |                 |
| tre giocatori 12 | Punti    | 16 Žorić        |
| Shengelia 5      | Assist   | 5 Stipčević     |
| Pachulia 7       | Rimbalzi | 5 tre giocatori |

| Arbitri: | Jakub Zamojski Zafer Yilmaz Petri Mäntylä |

|                  |          |                  |
| Antetokounmpo 11 | Punti    | 15 Kloof         |
| Calathes 5       | Assist   | 4 Kloof, Slagter |
| Antetokounmpo 11 | Rimbalzi | 8 Smeulders      |

#### Gruppo D Riga, Lettonia
| Pos. | Squadra   | Pt | G | V | P | PF  | PS  | DP  | SD  |
| ---- | --------- | -- | - | - | - | --- | --- | --- | --- |
| 1.   | Lituania  | 9  | 5 | 4 | 1 | 360 | 336 | +24 |     |
| 2.   | Lettonia  | 8  | 5 | 3 | 2 | 348 | 339 | +9  | 2-0 |
| 3.   | Rep. Ceca | 8  | 5 | 3 | 2 | 370 | 342 | +28 | 1-1 |
| 4.   | Belgio    | 8  | 5 | 3 | 2 | 370 | 344 | +26 | 0-2 |
| 5.   | Estonia   | 6  | 5 | 1 | 4 | 316 | 374 | -58 | 1-0 |
| 6.   | Ucraina   | 6  | 5 | 1 | 4 | 349 | 378 | -29 | 0-1 |

| Arbitri: | Ilija Belošević Amit Balak Saverio Lanzarini |

|                     |          |                 |
| Veselý 16           | Punti    | 18 Vene         |
| quattro giocatori 3 | Assist   | 2 tre giocatori |
| Veselý 8            | Rimbalzi | 13 Vene         |

| Arbitri: | Emilio Pérez Emin Moğulkoç Marcin Kowalski |

|                      |          |                    |
| Hervelle 13          | Punti    | 15 Meiers          |
| Hervelle 7           | Assist   | 7 Strēlnieks       |
| De Zeeuw, Hervelle 6 | Rimbalzi | 5 Freimanis, Timma |

| Arbitri: | Milivoje Jovčić Eddie Viator Sigmundur Herbertsson |

|                |          |            |
| Jankūnas 22    | Punti    | 19 Fesenko |
| Kalnietis 7    | Assist   | 6 Randle   |
| Valančiūnas 11 | Rimbalzi | 11 Fesenko |

| Arbitri: | Eddie Viator Milivoje Jovčić Marcin Kowalski |

|            |          |                          |
| Vene 12    | Punti    | 16 Lojeski               |
| S. Sokk 4  | Assist   | 4 Tabu                   |
| Veideman 8 | Rimbalzi | 6 Axel Hervelle, Lojeski |

| Arbitri: | Ilija Belošević Petar Obradović Saverio Lanzarini |

|                      |          |                |
| Bērziņš, Freimanis 8 | Punti    | 15 Valančiūnas |
| Janičenoks 4         | Assist   | 6 Kalnietis    |
| Freimanis 9          | Rimbalzi | 10 Mačiulis    |

| Arbitri: | Emilio Pérez Emin Moğulkoç Amit Balak |

|            |          |              |
| Fesenko 14 | Punti    | 19 Veselý    |
| Lukašov 4  | Assist   | 6 Satoranský |
| Fesenko 8  | Rimbalzi | 9 Veselý     |

| Arbitri: | Emilio Pérez Petar Obradović Sigmundur Herbertsson |

|                |          |                       |
| Valančiūnas 25 | Punti    | 20 Lojeski            |
| Kalnietis 13   | Assist   | 5 Lojeski, Van Rossom |
| Valančiūnas 12 | Rimbalzi | 4 Gillet              |

| Arbitri: | Milivoje Jovčić Emin Moğulkoç Marcin Kowalski |

|               |          |                    |
| Satoranský 22 | Punti    | 14 Blūms           |
| Satoranský 9  | Assist   | 7 Strēlnieks       |
| Veselý 11     | Rimbalzi | 8 Freimanis, Timma |

| Arbitri: | Ilija Belošević Eddie Viator Amit Balak |

|               |          |                     |
| Randle 22     | Punti    | 26 Arbet            |
| Randle 4      | Assist   | 6 S. Sokk, Veideman |
| Pustozvonov 7 | Rimbalzi | 8 Vene              |

| Arbitri: | Ilija Belosevic Saverio Lanzarini Petar Obradovic |

|              |          |              |
| Tabu 12      | Punti    | 21 Veselý    |
| Van Rossom 7 | Assist   | 9 Satoranský |
| Hervelle 9   | Rimbalzi | 12 Veselý    |

| Arbitri: | Emilio Perez Milivoje Jovcic Sigmundur Herbertsson |

|                       |          |            |
| Bertāns 17            | Punti    | 21 Fesenko |
| Bertāns, Strēlnieks 5 | Assist   | 5 Randle   |
| Freimanis, Timma 5    | Rimbalzi | 10 Fesenko |

| Arbitri: | Emin Mogulkoc Marcin Kowalski Amit Balak |

|           |          |             |
| Talts 20  | Punti    | 15 Mačiulis |
| S. Sokk 5 | Assist   | 7 Kalnietis |
| Vene 7    | Rimbalzi | 10 Mačiulis |

| Arbitri: | Milivoje Jovcic Marcin Kowalski Sigmundur Herbertsson |

|            |          |              |
| Fesenko 20 | Punti    | 15 Gillet    |
| Randle 4   | Assist   | 6 Van Rossom |
| Fesenko 11 | Rimbalzi | 8 Tabu       |

| Arbitri: | Ilija Belosevic Eddie Viator Saverio Lanzarini |

|                       |          |            |
| Strēlnieks 21         | Punti    | 16 Arbet   |
| Bertāns, Strēlnieks 3 | Assist   | 8 Veideman |
| Timma 6               | Rimbalzi | 8 Kangur   |

| Arbitri: | Emilio Perez Emin Mogulkoc Petar Obradovic |

|               |          |                |
| Schilb 18     | Punti    | 18 Kuzminskas  |
| Satoranský 15 | Assist   | 4 Kalnietis    |
| Satoranský 9  | Rimbalzi | 10 Valančiūnas |

### Fase ad eliminazione diretta

#### Squadre qualificate
| Gruppo | Prima    | Seconda  | Terza     | Quarta    |
| ------ | -------- | -------- | --------- | --------- |
| A      | Francia  | Israele  | Polonia   | Finlandia |
| B      | Serbia   | Spagna   | Italia    | Turchia   |
| C      | Grecia   | Croazia  | Slovenia  | Georgia   |
| D      | Lituania | Lettonia | Rep. Ceca | Belgio    |

#### Tabellone
|  | Ottavi di finale   | Ottavi di finale   |                    |    | Quarti di finale          | Quarti di finale          |                    |                    | Semifinali | Semifinali |  |  | Finale | Finale |
|  |                    |                    |                    |    |                           |                           |                    |                    |            |            |  |  |        |        |
|  | 12 settembre 21:00 |                    |                    |    |                           |                           |                    |                    |            |            |  |  |        |        |
|  |                    |                    |                    |    |                           |                           |                    |                    |            |            |  |  |        |        |
|  | Francia            | 76                 |                    |    |                           |                           |                    |                    |            |            |  |  |        |        |
|  | Francia            | 76                 | 15 settembre 21:00 |    |                           |                           |                    |                    |            |            |  |  |        |        |
|  | Turchia            | 53                 |                    |    |                           |                           |                    |                    |            |            |  |  |        |        |
|  | Turchia            | 53                 | Francia            | 84 |                           |                           |                    |                    |            |            |  |  |        |        |
|  | 12 settembre 12:00 |                    | Francia            | 84 |                           |                           |                    |                    |            |            |  |  |        |        |
|  |                    | Lettonia           | 70                 |    |                           |                           |                    |                    |            |            |  |  |        |        |
|  | Lettonia           | Lettonia           | 70                 | 73 |                           |                           |                    |                    |            |            |  |  |        |        |
|  | Lettonia           |                    | 17 settembre 21:00 | 73 |                           |                           |                    |                    |            |            |  |  |        |        |
|  | Slovenia           | 66                 |                    |    |                           |                           |                    |                    |            |            |  |  |        |        |
|  | Slovenia           | 66                 | Francia            | 75 |                           |                           |                    |                    |            |            |  |  |        |        |
|  | 12 settembre 18:30 |                    | Francia            | 75 |                           |                           |                    |                    |            |            |  |  |        |        |
|  |                    | Spagna             | 80                 |    |                           |                           |                    |                    |            |            |  |  |        |        |
|  | Spagna             | Spagna             | 80                 | 80 |                           |                           |                    |                    |            |            |  |  |        |        |
|  | Spagna             | 15 settembre 18:30 |                    | 80 |                           |                           |                    |                    |            |            |  |  |        |        |
|  | Polonia            | 66                 |                    |    |                           |                           |                    |                    |            |            |  |  |        |        |
|  | Polonia            | 66                 | Spagna             | 73 |                           |                           |                    |                    |            |            |  |  |        |        |
|  | 12 settembre 14:30 |                    | Spagna             | 73 |                           |                           |                    |                    |            |            |  |  |        |        |
|  |                    | Grecia             | 71                 |    |                           |                           |                    |                    |            |            |  |  |        |        |
|  | Grecia             | Grecia             | 71                 | 75 |                           |                           |                    |                    |            |            |  |  |        |        |
|  | Grecia             |                    | 20 settembre 19:00 | 75 |                           |                           |                    |                    |            |            |  |  |        |        |
|  | Belgio             | 54                 |                    |    |                           |                           |                    |                    |            |            |  |  |        |        |
|  | Belgio             | 54                 | Spagna             | 80 |                           |                           |                    |                    |            |            |  |  |        |        |
|  | 13 settembre 14:30 |                    | Spagna             | 80 |                           |                           |                    |                    |            |            |  |  |        |        |
|  |                    | Lituania           | 63                 |    |                           |                           |                    |                    |            |            |  |  |        |        |
|  | Serbia             | Lituania           | 63                 | 94 |                           |                           |                    |                    |            |            |  |  |        |        |
|  | Serbia             | 16 settembre 18:30 |                    | 94 |                           |                           |                    |                    |            |            |  |  |        |        |
|  | Finlandia          | 81                 |                    |    |                           |                           |                    |                    |            |            |  |  |        |        |
|  | Finlandia          | 81                 | Serbia             | 89 |                           |                           |                    |                    |            |            |  |  |        |        |
|  | 13 settembre 12:00 |                    | Serbia             | 89 |                           |                           |                    |                    |            |            |  |  |        |        |
|  |                    | Rep. Ceca          | 75                 |    |                           |                           |                    |                    |            |            |  |  |        |        |
|  | Croazia            | Rep. Ceca          | 75                 | 59 |                           |                           |                    |                    |            |            |  |  |        |        |
|  | Croazia            |                    | 18 settembre 21:00 | 59 |                           |                           |                    |                    |            |            |  |  |        |        |
|  | Rep. Ceca          | 80                 |                    |    |                           |                           |                    |                    |            |            |  |  |        |        |
|  | Rep. Ceca          | 80                 | Serbia             | 64 |                           |                           |                    |                    |            |            |  |  |        |        |
|  | 13 settembre 18:30 |                    | Serbia             | 64 |                           |                           |                    |                    |            |            |  |  |        |        |
|  |                    | Lituania           | 67                 |    | Finale per il terzo posto | Finale per il terzo posto |                    |                    |            |            |  |  |        |        |
|  | Israele            | Lituania           | 67                 | 52 | Finale per il terzo posto | Finale per il terzo posto |                    |                    |            |            |  |  |        |        |
|  | Israele            | 16 settembre 21:00 | 16 settembre 21:00 | 52 |                           |                           | 20 settembre 14:00 | 20 settembre 14:00 |            |            |  |  |        |        |
|  | Italia             | 16 settembre 21:00 | 16 settembre 21:00 | 82 |                           |                           | 20 settembre 14:00 | 20 settembre 14:00 |            |            |  |  |        |        |
|  | Italia             | Italia             | 85                 | 82 | Francia                   | 81                        |                    |                    |            |            |  |  |        |        |
|  | 13 settembre 21:00 | Italia             | 85                 |    | Francia                   | 81                        |                    |                    |            |            |  |  |        |        |
|  |                    | Lituania           | 95                 |    | Serbia                    | 68                        |                    |                    |            |            |  |  |        |        |
|  | Lituania           | Lituania           | 95                 | 85 | Serbia                    | 68                        |                    |                    |            |            |  |  |        |        |
|  | Lituania           |                    |                    | 85 |                           |                           |                    |                    |            |            |  |  |        |        |
|  | Georgia            | 81                 |                    |    |                           |                           |                    |                    |            |            |  |  |        |        |
|  | Georgia            | 81                 |                    |    |                           |                           |                    |                    |            |            |  |  |        |        |

Tabellone 5º- 8º posto
Le perdenti dei quarti di finale accedono al tabellone per il piazzamento dal 5º all'8º posto. Le vincenti accedono al Torneo di Qualificazione Olimpica in posizione 5° e 6° del tabellone. Le perdenti accedono alla gara che assegna il 7º posto degli Europei e di conseguenza l'ultimo posto disponibile per il Torneo di Qualificazione Olimpica.
|  | 5º posto  | 5º posto  | 5º posto  |           |          | 7º posto | 7º posto | 7º posto |  |
|  |           |           |           |           |          |          |          |          |  |
|  | Lettonia  | Lettonia  | 90        |           |          |          |          |          |  |
|  | Lettonia  | Lettonia  | 90        |           |          |          |          |          |  |
|  | Grecia    | Grecia    | 97        |           |          |          |          |          |  |
|  | Grecia    | Grecia    | 97        |           | Lettonia | Lettonia | 70       |          |  |
|  |           |           |           |           | Lettonia | Lettonia | 70       |          |  |
|  |           |           | Rep. Ceca | Rep. Ceca | 97       |          |          |          |  |
|  | Rep. Ceca | Rep. Ceca | Rep. Ceca | Rep. Ceca | 97       | 70       |          |          |  |
|  | Rep. Ceca | Rep. Ceca |           |           |          |          |          |          |  |
|  | Italia    | Italia    | 85        |           |          |          |          |          |  |

#### Ottavi di finale
| Arbitri: | Emilio Perez Robert Lottermoser Emin Mogulkoc |

|                       |          |            |
| Strēlnieks 17         | Punti    | 17 Dragić  |
| Strēlnieks 8          | Assist   | 5 Prepelič |
| Bērziņš, Strēlnieks 6 | Rimbalzi | 7 Prepelič |

| Arbitri: | Ilija Belosevic Benjamin Jimenez Trujillo Serhij Zaščuk |

|                  |          |              |
| Mpourousīs 14    | Punti    | 14 Gillet    |
| Spanoulīs 6      | Assist   | 3 Van Rossom |
| Antetokounmpo 10 | Rimbalzi | 6 Hervelle   |

| Arbitri: | Borys Ryzhyk Sinisa Herceg Milos Koljensic |

|             |          |             |
| Gasol 30    | Punti    | 10 Kulig    |
| Rodríguez 5 | Assist   | 6 Slaughter |
| Mirotić 8   | Rimbalzi | 6 Kulig     |

| Arbitri: | Christos Christodoulou Matej Boltauzer Olegs Latisevs |

|             |          |             |
| de Colo 15  | Punti    | 14 İlyasova |
| de Colo 7   | Assist   | 5 Muhammed  |
| Lauvergne 9 | Rimbalzi | 10 İlyasova |

| Arbitri: | Fernando Rocha Eddie Viator Benjamin Jimenez Trujillo |

|               |          |               |
| Bogdanović 12 | Punti    | 20 Veselý     |
| Ukić 5        | Assist   | 11 Satoranský |
| Hezonja 9     | Rimbalzi | 13 Veselý     |

| Arbitri: | Robert Lottermoser Borys Ryzhyk Sérgio Silva |

|              |          |                   |
| Raduljica 27 | Punti    | 26 Salin          |
| Teodosić 9   | Assist   | 4 Koponen, Wilson |
| Bjelica 14   | Rimbalzi | 8 Murphy          |

| Arbitri: | Matej Boltauzer Sreten Radovic Jurgis Laurinavicius |

|                 |          |              |
| Mekel 20        | Punti    | 27 Gentile   |
| tre giocatori 3 | Assist   | 5 Cinciarini |
| Casspi 6        | Rimbalzi | 7 Melli      |

| Arbitri: | Luigi Lamonica Milivoje Jovčić Jakub Zamojski |

|             |          |                        |
| Mačiulis 34 | Punti    | 23 Pachulia            |
| Kalnietis 7 | Assist   | 5 Tsintsadze           |
| Mačiulis 6  | Rimbalzi | 7 Pachulia, Sanik'idze |

#### Quarti di finale
| Arbitri: | Luigi Lamonica Ilija Belosevic Fernando Rocha |

|             |          |                  |
| Gasol 27    | Punti    | 14 Calathes      |
| Rodríguez 5 | Assist   | 7 Calathes       |
| Gasol 9     | Rimbalzi | 17 Antetokounmpo |

| Arbitri: | Robert Lottermoser Milivoje Jovčić Siniša Herceg |

|                  |          |               |
| Parker 18        | Punti    | 16 Janičenoks |
| Parker 6         | Assist   | 7 Strēlnieks  |
| Lombahe-Kahudi 8 | Rimbalzi | 8 Freimanis   |

| Arbitri: | Christos Christodoulou Olegs Latisevs Emin Mogulkoc |

|             |          |                       |
| Erceg 20    | Punti    | 23 Veselý             |
| Teodosić 14 | Assist   | 4 Pumprla, Satoranský |
| Bjelica 10  | Rimbalzi | 10 Veselý             |

| Arbitri: | Emilio Perez Sreten Radovic Milos Koljensic |

|              |          |                |
| Bargnani 21  | Punti    | 26 Valančiūnas |
| Cinciarini 5 | Assist   | 11 Kalnietis   |
| Gallinari 6  | Rimbalzi | 15 Valančiūnas |

#### Semifinali
5º-8º posto
| Arbitri: | Sreten Radovic Matej Boltauzer Benjamin Jimenez Trujillo |

|                         |          |               |
| Mpourousīs 20           | Punti    | 22 Janičenoks |
| Spanoulīs 4             | Assist   | 7 Strēlnieks  |
| Antetokounmpo, Koufos 7 | Rimbalzi | 6 Mejeris     |

| Arbitri: | Robert Lottermoser Milivoje Jovcic Eddie Viator |

|              |          |             |
| Veselý 26    | Punti    | 21 Bargnani |
| Satoranský 6 | Assist   | 4 Belinelli |
| Veselý 12    | Rimbalzi | 8 Gallinari |

1º-4º posto
| Arbitri: | Christos Christodoulou Borys Ryzhyk Fernando Rocha |

|          |          |                   |
| Gasol 40 | Punti    | 14 Batum, de Colo |
| Llull 5  | Assist   | 6 Parker          |
| Gasol 11 | Rimbalzi | 13 Gobert         |

| Arbitri: | Emilio Perez Olegs Latisevs Emin Mogulkoc |

|                        |          |                |
| Teodosić 16            | Punti    | 15 Valančiūnas |
| Bogdanović, Teodosić 3 | Assist   | 9 Kalnietis    |
| tre giocatori 4        | Rimbalzi | 9 Kuzminskas   |

#### Finali
7º-8º posto
| Arbitri: | Ilija Belosevic Matej Boltauzer Milos Koljensic |

|           |          |           |
| Timma 11  | Punti    | 24 Veselý |
| Peiners 3 | Assist   | 7 Schilb  |
| Bērziņš 8 | Rimbalzi | 6 Veselý  |

3º-4º posto
| Arbitri: | Christos Christodoulou Robert Lottermoser Fernando Rocha |

|                   |          |               |
| de Colo 20        | Punti    | 14 Bogdanović |
| de Colo, Parker 4 | Assist   | 4 Raduljica   |
| Gobert 14         | Rimbalzi | 8 Raduljica   |

1º-2º posto
| Arbitri: | Luigi Lamonica Ilija Belosevic Borys Ryzhyk |

| |            | |
| Gasol 25 | Punti      | 13 Kalnietis, Seibutis |
| Rodríguez 6                                                                                                 | Assist     | 6 Kalnietis |
| Gasol 12 | Rimbalzi   | 9 Valančiūnas |
| Gasol, Fernández, Ribas, Llull, Mirotić Rodríguez, Hernangómez, Reyes, Claver, San Emeterio, Aguilar, Vives | Formazioni | Kalnietis, Mačiulis, Seibutis, Jankūnas, Valančiūnas Gailius, Sabonis, Kavaliauskas, Javtokas, Kuzminskas, Milaknis, Lekavičius |
| Sergio Scariolo                                                                                             | Allenatori | Jonas Kazlauskas |

## Classifica finale
| Campione d'Europa | Campione d'Europa    | Campione d'Europa |
| --- | -------------------- | --- |
| Spagna4 Gasol, 5 Fernández, 6 Rodríguez, 7 Hernangómez, 8 Ribas, 9 Reyes, 10 Claver, 11 San Emeterio, 12 Llull, 13 Aguilar, 14 Mirotić, 15 Vives, All. Sergio Scariolo |                      | |
| Argento | Lituania             | Lituania5 Kalnietis, 6 Gailius, 8 Mačiulis, 10 Seibutis, 11 Sabonis, 12 Kavaliauskas, 13 Jankūnas, 15 Javtokas, 17 Valančiūnas, 19 Kuzminskas, 21 Milaknis, 43 Lekavičius, All. Jonas Kazlauskas           |
| Bronzo | Francia              | Francia4 Westermann, 5 Batum, 7 Lauvergne, 8 Kahudi, 9 Parker, 10 Fournier, 11 Piétrus, 12 de Colo, 13 Diaw, 15 Gelabale, 16 Gobert, 19 Jaiteh, All. Vincent Collet                                        |
| 4. | Serbia               | Serbia4 Teodosić, 5 Simonović, 6 Kuzmić, 7 Bogdanović, 8 Bjelica, 9 Marković, 10 Kalinić, 11 Nedović, 12 Milosavljević, 13 Raduljica, 14 Erceg, 15 Milutinov, All. Aleksandar Đorđević                     |
| 5. | Grecia               | Grecia5 Mpourousīs, 6 Zīsīs, 7 Spanoulīs, 8 Calathes, 9 Perperoglou, 10 Sloukas, 12 Kaimakoglou, 13 Koufos, 15 Printezīs, 16 Papanikolaou, 17 Mantzarīs, 34 Antetokounmpo, All. Fōtīs Katsikarīs           |
| 5. | Italia               | Italia3 Belinelli, 4 Aradori, 5 Gentile, 8 Gallinari, 9 Bargnani, 12 Cusin, 13 Datome, 17 Melli, 20 Cinciarini, 23 Hackett, 33 Polonara, 00 Della Valle, All. Simone Pianigiani                            |
| 7. | Rep. Ceca            | Rep. Ceca4 Benda, 5 Auda, 6 Pumprla, 7 Hruban, 8 Satoranský, 9 Welsch, 10 Houška, 11 Bartoň, 12 Jelínek, 13 Šiřina, 14 Schilb, 24 Veselý, All. Ronen Ginzburg                                              |
| 8. | Lettonia             | Lettonia5 Mejeris, 6 Freimanis, 7 Blūms, 9 Bertāns, 10 Timma, 12 Janičenoks, 13 Strēlnieks, 14 Bērziņš, 19 Vecvagars, 23 Kārlis, 31 Peiners, 33 Meiers, All. Ainārs Bagatskis                              |
| 9. | Slovenia             | Slovenia1 Joksimovič, 5 Rupnik, 7 Prepelič, 9 Blažič, 10 Nikolić, 12 Dragić, 13 Zupan, 15 Balažič, 17 Zagorac, 23 Omić, 25 Klobučar, 55 Slokar, All. Jure Zdovc                                            |
| 9. | Belgio               | Belgio4 Bosco, 5 Van Rossom, 7 Hervelle, 8 Mwema, 9 Tabu, 10 Serron, 12 Mukubu, 13 Gillet, 14 De Zeeuw, 22 Tumba, 23 Salumu, 24 Lojeski, All. Eddy Casteels                                                |
| 9. | Polonia              | Polonia0 Czyż, 5 Cel, 6 Slaughter, 7 Kulig, 9 Ponitka, 12 Waczyński, 13 Gortat, 15 Koszarek, 17 Zamojski, 24 Karnowski, 33 Gruszecki, 66 Skibniewski, All. Mike Taylor                                     |
| 9. | Turchia              | Turchia4 Özmızrak, 5 Güler, 6 Osman, 7 Hersek, 8 İlyasova, 9 Erden, 10 Mahmutoğlu, 11 Savaş, 12 Korkmaz, 13 Muhammed, 14 Köksal, 15 Aldemir, All. Ergin Ataman                                             |
| 9. | Croazia              | Croazia4 Tomić, 5 Rudež, 6 Stipčević, 7 Bogdanović, 8 Šarić, 9 Tomas, 10 Ukić, 11 Simon, 13 Draper, 15 Bilan, 21 Žorić, 23 Hezonja, All. Velimir Perasović                                                 |
| 9. | Israele              | Israele5 Yivzori, 6 Dawson, 7 Mekel, 8 Eliyahu, 9 Casspi, 10 Limonad, 11 Kadir, 12 Ohayon, 14 Green, 15 Fisher, 16 Rothbart, 23 Timor, All. Erez Edelstein                                                 |
| 9. | Finlandia            | Finlandia4 Koivisto, 7 Huff, 8 Lee, 9 Salin, 10 Kotti, 11 Koponen, 12 Nuutinen, 21 Kaunisto, 24 Cavén, 30 Ahonen, 31 Wilson, 33 Murphy, All. Henrik Dettmann                                               |
| 9. | Georgia              | Georgia0 Pullen, 4 Met'reveli, 7 Pachulia, 8 Tsintsadze, 9 Shermadini, 10 Sanadze, 11 Mark'oishvili, 12 Patsatsia, 13 Sanik'idze, 15 Burjanadze, 23 Lezhava, 25 Shengelia, All. Igor Kokoškov              |
| Eliminate nella fase a gironi |                      | |
| 17. | Russia               | Russia1 Zubkov, 4 Baburin, 5 Pateev, 7 Fridzon, 9 Vjal'cev, 11 Antonov, 12 Monja, 13 Chvostov, 14 Ponkrašov, 20 Voroncevič, 32 Desjatnikov, 41 Kurbanov, All. Evgenij Pašutin                              |
| 17. | Germania             | Germania4 Lô, 5 Giffey, 7 King, 8 Schaffartzik, 9 Tadda, 11 Pleiß, 12 Benzing, 14 Nowitzki, 17 Schröder, 21 Zipser, 25 Gavel, 77 Voigtmann, All. Chris Fleming                                             |
| 17. | Macedonia            | Macedonia4 Brčkov, 5 Ilievski, 6 Sokolov, 7 Kostoski, 8 V. Stojanovski, 9 D. Stojanovski, 10 Simonovski, 11 Mladenovski, 12 Trajkovski, 13 Gjuroski, 14 Hendrix, 15 Samardžiski, All. Marjan Srbinovski    |
| 17. | Estonia              | Estonia4 Veideman, 5 Ta. Sokk, 6 Dorbek, 7 S. Sokk, 8 Talts, 9 Arbet, 10 Keedus, 11 Vene, 13 Toome, 14 Kangur, 15 Hallik, 20 Kurbas, All. Tiit Sokk                                                        |
| 21. | Paesi Bassi          | Paesi Bassi0 Franke, 5 Williams, 6 W. de Jong, 7 Kloof, 9 Kherrazi, 10 de Pagter, 12 Akerboom, 13 Schaftenaar, 18 N. de Jong, 21 Smeulders, 23 Norel, 44 Slagter, All. Toon van Helfteren                  |
| 21. | Ucraina              | Ucraina4 Pustozvonov, 5 Randle, 6 Mišula, 7 Lukašov, 8 Fesenko, 9 Sizov, 10 Tymofejenko, 11 Lypovyj, 12 Kornijenko, 13 Zajcev, 14 Pustovyj, 15 Krutous, All. Jevhen Murzin                                 |
| 21. | Bosnia ed Erzegovina | Bosnia ed Erzegovina4 Pašalić, 5 Buža, 6 Stipanović, 7 Šutalo, 9 Bavčić, 10 Gordić, 11 Kikanović, 13 Peršić, 15 Milošević, 20 Renfroe, 23 Vrabac, 30 Albijanić, All. Duško Ivanović                        |
| 21. | Islanda              | Islanda3 Hermannsson, 4 Kàrason, 5 Nathanaelsson, 6 Sigurðarson, 8 Bæringsson, 9 Stefánsson, 10 Magnússon, 13 Vilhjálmsson, 14 Gunnarsson, 15 Ermolinskij, 24 Pálsson, 29 Steinarsson, All. Craig Pedersen |

## Statistiche

### Individuali
Punti
| Pos. | Nome               | PPG  |
| ---- | ------------------ | ---- |
| 1    | Pau Gasol          | 25,6 |
| 2    | Dennis Schröder    | 21,0 |
| 3    | Jan Veselý         | 19,3 |
| 4    | Danilo Gallinari   | 17,9 |
| 5    | Alessandro Gentile | 16,8 |

Rimbalzi
| Pos. | Nome              | RPG |
| ---- | ----------------- | --- |
| 1    | Andrej Voroncevič | 9,2 |
| 2    | Jan Veselý        | 9,1 |
| 3    | Kyrylo Fesenko    | 8,8 |
| 3    | Pau Gasol         | 8,8 |
| 5    | Jonas Valančiūnas | 8,4 |

Assist
| Pos. | Nome             | APG |
| ---- | ---------------- | --- |
| 1    | Mantas Kalnietis | 7,8 |
| 2    | Tomáš Satoranský | 7,3 |
| 3    | Miloš Teodosić   | 7,1 |
| 4    | Petteri Koponen  | 6,0 |
| 4    | Dmitrij Chvostov | 6,0 |
| 4    | Dennis Schröder  | 6,0 |

Palle rubate
| Pos. | Nome               | SPG |
| ---- | ------------------ | --- |
| 1    | Jonas Mačiulis     | 1,9 |
| 2    | Yogev Ohayon       | 1,7 |
| 2    | Tornik'e Shengelia | 1,7 |
| 4    | Alex Renfroe       | 1,6 |
| 5    | tre giocatori      | 1,4 |

Stoppate
| Pos. | Nome              | BPG |
| ---- | ----------------- | --- |
| 1    | Pau Gasol         | 2,3 |
| 2    | Rudy Gobert       | 2,0 |
| 3    | D'or Fischer      | 1,8 |
| 4    | Jonas Valančiūnas | 1,4 |
| 5    | Erik Murphy       | 1,3 |

## Premi individuali

### MVP del torneo
- Pau Gasol

### Miglior quintetto del torneo
- Playmaker:  Sergio Rodríguez
- Guardia tiratrice:  Nando de Colo
- Ala piccola:  Jonas Mačiulis
- Ala grande:  Jonas Valančiūnas
- Centro:  Pau Gasol